# Turbo Magazine
 (signalé en mai 2025).
Si vous disposez d'ouvrages ou d'articles de référence ou si vous connaissez des sites web de qualité traitant du thème abordé ici, merci de compléter l'article en donnant les références utiles à sa vérifiabilité et en les liant à la section « Notes et références ».
- Archive Wikiwix
- Bing
- Cairn
- DuckDuckGo
- E. Universalis
- Gallica
- Google
- G. Books
- G. News
- G. Scholar
- Persée
- Qwant
- (zh) Baidu
- (ru) Yandex
- (wd) trouver des œuvres sur Wikidata

Turbo Magazine est un mensuel belge spécialisé dans l'automobile sportive et le sport automobile. Il a été fondé en 1977 par Henri Sonveau.

## Historique
Au début, la parution était assez irrégulière, ce qui conduit à considérer que la vraie naissance du titre date de 1978. À partir de cette année, le périodique va trouver son vrai rythme mensuel. De 1977 à 1993, le titre se développe sous la houlette de son fondateur, entouré de quelques journalistes-clef comme Michel Lizin (un temps rédacteur en chef), Christian Léonard et Benoît Galand. C'est ce dernier qui reprend les destinées du titre en 1993, en fondant la société d'édition Automedia. En Belgique, Turbo Magazine est le plus ancien titre spécialisé dans son domaine.